# 林鳳 (香港藝人)
林鳳（英語：Patricia Lam Fung，1940年—1976年8月28日），香港女演員，為香港1960年代電影明星，原名馮淑嫣，籍貫廣東台山，早年就讀寶血女子中學，16歲考入邵氏公司粵語片組演員訓練班，演出的首部電影是《玉女春情》，一片成名，之後和張英才演出《街市皇后》， 將演藝事業推向高峰。
林鳳號稱「銀壇玉女」，是當代香港最受歡迎的女演員。曾與鄧碧雲（藍牡丹）、鳳凰女（紅牡丹）、羅艷卿（銀牡丹）、余麗珍（紫牡丹）、吳君麗（白牡丹）、于素秋（黑牡丹）、南紅（綠牡丹）七位粵劇女演員結義金蘭，號稱「八牡丹」，林為「黃牡丹」。1967年嫁予九龍巴士創辦人譚煥堂之子、名流周啟邦夫人譚月清的哥哥譚永成後息影，並誕下一兒子譚澤沁，1976年8月28日於渣甸山谷柏道寓所因服食過量安眠藥逝世，終年36歲。她的自殺，一說和婚姻生活不快樂與身體發胖減肥無效有關。

## 演出作品
- 陰陽配（1957年） 飾 分飾 聶小倩、黃小蘭
- 仙袖奇緣（1957年） 飾 冷燕秋
- 瓊蓮公主（1958年） 飾 瓊蓮公主
- 玉女春情（1958年） 飾 邵海倫
- 玉女驚魂（1958年） 飾 李淑勤
- 蓬門淑女（1958年） 飾 文采蘋
- 玻璃鞋（1959年） 飾 珍妮
- 青春樂（1959年） 飾 劉丹妮
- 過埠新娘（1959年） 飾 秦小燕
- 獨立橋之戀（1959年） 飾 薛艷梅
- 榴槤飄香（1959年） 飾 安娜
- 風塵奇女子（1960年） 飾 花艷嬌
- 痴心結（上集）（1960年） 飾 王晚霞
- 溫暖在人間（1960年） 飾 江小鳳
- 四季蓮花（1960年） 飾 香蓮
- 初戀（1960年） 飾 方美華
- 睡公主（1960年） 飾 玫瑰公主
- 痴心結（下集）（1960年） 飾 王晚霞
- 玉女追蹤（1960年） 飾 方蘭
- 一夕驚魂（1960年） 飾 蘇小玲
- 戀愛與貞操（1960年） 飾 李佩貞
- 玉女求凰（1961年） 飾 李玉珍
- 倩女情俠（上集）（1961年） 飾 蟬翼劍方幽蘭
- 南北姻緣（1961年） 飾 鄺麗娟
- 羅剎嬌娃（1961年） 飾 藍燕
- 沙三少與俏銀姐（1961年） 飾 銀姐
- 寶鏡神弓（1961年）
- 冰山逢怨侶（1961年） 飾 孫賽花
- 桃花扇（1961年） 飾 李香君
- 豪門孽債（1961年） 飾 陳小倩
- 鴛鴦刀（上集）（1961年） 飾 楊／蕭中慧
- 鴛鴦刀（下集）（1961年） 飾 蕭／楊中慧
- 神燈換太子（1961年） 飾 紅衣女林飛鳳
- 失蹤的少女（1961年） 飾 蔣薇
- 豪門春色（1962年） 飾 分飾 劉小鳳、梁湄、梁珠
- 戲迷奇遇記（1962年） 飾 阿蓮
- 公主與七小俠（1962年） 飾 蝴蝶公主
- 一笑傾城（1962年） 飾 褒姒
- 花花世界（1962年） 飾 張艶珠
- 三婿回門（1962年） 飾 杜文卿
- 客串夫妻（1962年） 飾 李玉芬
- 路邊千金（1962年） 飾 林青
- 小偷捉賊記（1962年） 飾 李小琪
- 倩女情俠（大結局）（1962年） 飾 方幽蘭
- 福慧雙修（1962年） 飾 文婉慧
- 望兒樓（1962年） 飾 朱杏心
- 情淚染袈裟（1962年） 飾 楊美鳳
- 孝順仔尋寶遇仙（1962年） 飾 彩蓮
- 午夜勾魂（1962年） 飾 凌美嫦
- 汽車兇殺案（1962年） 飾 王素華
- 連環謀殺案（1962年） 飾 張淑芬
- 神秘兇殺案（1962年） 飾 韋寶萍
- 車底驚魂（1962年） 飾 陳麗芬
- 望夫亭（1962年） 飾 小鸞
- 危城金粉（1962年） 飾 鳳仙公主
- 七鳳嬉春（1962年） 飾 三鳳
- 都市兩女性（1963年） 飾 范錦平
- 李仙（1963年） 飾 李仙
- 金屋雙嬌（1963年） 飾 戴安娜
- 老襯行大運（1963年） 飾 衛雪芳
- 秋鳳（下集）（1963年） 飾 顏秋鳳
- 苦海一賢婦（下集）（1963年） 飾 王淑珍
- 新夜吊秋喜（1963年） 飾 秋喜
- 碼頭碎屍案（1963年） 飾 梁妙玲
- 八仙鬧東海（1963年） 飾 荷仙姑
- 錦繡年華（1963年） 飾 金玉蘭
- 密底算盤（1963年） 飾 江英
- 冷秋薇（下集）（1963年） 飾 李麗芳
- 胡奎賣人頭（1963年） 飾 柏玉霜
- 仙鶴魔龍（1963年） 飾 公主
- 冷秋薇（上集）（1963年） 飾 李麗芳
- 綽頭世界（1963年） 飾 王蘭
- 苦海一賢婦（上集）（1963年） 飾 王淑珍
- 工廠少爺（1963年） 飾 何翠環
- 生死同心（1963年） 飾 方月眉
- 秋鳳（上集）（1963年） 飾 秋鳳
- 鳳閣驚魂（1963年） 飾 王茵娜
- 一對好冤家（1963年） 飾 王美玲
- 四海一家親（1963年） 飾 冷寒梅
- 大富之家（1963年） 飾 分飾 董美, 董媚
- 天字間諜網（1963年） 飾 韓素霞（孤兒院主任）
- 古屋行屍（1963年） 飾 舒靜霞
- 點錯鴛鴦（1963年） 飾 秦蘭英
- 刁蠻女戲夫（1964年） 飾 辛慧姍
- 霹靂薔薇（上集）（1964年） 飾 華山三艷李艷梅
- 冒牌丈夫（1964年） 飾 黃安娜
- 如來神掌（一集）（1964年） 飾 雙飛仙子裘玉娟
- 如來神掌（二集）（1964年） 飾 雙飛仙子裘玉娟
- 如來神掌（三集）（1964年） 飾 雙飛仙子裘玉娟
- 如來神掌（四集）（1964年） 飾 雙飛仙子裘玉娟
- 霹靂薔薇（下集）（1964年） 飾 華山三艷李艷梅
- 神劍王子（1964年） 飾 玫瑰公主
- 驚弓鳥（1964年） 飾 張展萍
- 四兒女（下集）（1964年） 飾 丁麗娥
- 錦秀天堂（1964年） 飾 丁月嫦
- 南北英雄兒女情（1964年） 飾 分飾 張碧雲、張小雲
- 好兒孫（1964年） 飾 伍美嫦
- 老婆萬歲（1964年） 飾 柳燕紅
- 人咬狗（1964年） 飾 李雪芬
- 蘭閨淚影（1964年） 飾 葉素蘭
- 香城九鳳（1964年）
- 舊愛新歡（1964年） 飾 蘇夢蘭
- 滿堂吉慶（1964年） 飾 小鳳
- 隱形福星（1964年） 飾 鄭美美
- 大馬戲團（1964年） 飾 黃曼娜（客串）
- 四兒女（上集）（1964年） 飾 丁麗娥
- 街市皇后（1964年） 飾 丁翠蘭
- 好好運（1965年） 飾 陳美賢
- 冷梅情淚（1965年） 飾 趙念鴻
- 八荒英雄傳（下集）（1965年） 飾 珊兒
- 青山依舊夕陽紅（1965年）
- 拉車少爺（1965年） 飾 綺文
- 血染蝴蝶山（1965年） 飾 分飾丁三鳳、丁四鳳（客串）
- 三喜奇緣（1965年） 飾 周素蘭
- 三姑嫂（上集）（1965年） 飾 符慧敏
- 標準丈夫（1965年） 飾 雷秋芹
- 999神秘雙屍案（1965年） 飾 李美寶
- 巧破箱屍案（1965年） 飾 王文湘
- 海底骷髏塔（上集）（1965年） 飾 蚌美人
- 荒江三女俠（1965年） 飾 分飾 黑衣女俠、銀屏公主
- 999離奇三凶手（1965年） 飾 艾綺華
- 八荒英雄傳（上集）（1965年） 飾 珊兒
- 天堂、地獄、水晶宮（1965年） 飾 葉素心
- 三姑嫂（下集）（1965年） 飾 符慧敏
- 神鵰女俠（1965年） 飾 凌雪紅
- 紅男綠女（1965年） 飾 俞天娜
- 天下婦女心（1965年） 飾 徐若蘭
- 詩禮傳家（上集）（1965年） 飾 張慕儀
- 海底骷髏塔（下集）（1965年） 飾 蚌美人
- 萍嫂（上集）（1965年） 飾 李佩英
- 相思灣之戀（1965年） 飾 工廠女工
- 觀世音三服紅孩兒（1966年） 飾 觀世音
- 發財鑽石寶（1966年） 飾 莊瑪莉
- 兩湖十八鏢（下集）（1966年） 飾 林婉蘭
- 青青河邊草（1966年） 飾 郭鳳珠
- 金嬌銀更嬌（1966年） 飾 張金妹
- 太平山八仙奇遇（1966年） 飾 何仙姑
- 喜結良緣（1966年） 飾 麥小珠
- 兩湖十八鏢（上集）（1966年） 飾 林婉蘭
- 金指環（1966年） 飾 溫倩兒
- 金羅漢三戲鐵觀音（1966年） 飾 金小蝶
- 月向那方圓（1967年） 飾 沈少英
- 寶蝶記（1967年） 飾 韓杏娘
- 遙遠的路（1967年） 飾 徐凱莉
- 青春夢（1967年） 飾 蓓蒂（客串）
- 免死金牌（1968年） 飾 張玉姐

## 外部連結
- 林鳳在互联网电影资料库（IMDb）上的資料（英文）
- 林鳳在香港影庫上的簡介